# Ładunek związany
Ładunek związany – ładunek elektryczny, który powstaje w dielektryku, szczególnie na jego powierzchni, umieszczonego w polu elektrycznym w wyniku zjawiska polaryzacji dielektrycznej. Ładunek powstaje w wyniku przesuwania się ładunków wewnątrz cząsteczek, rozsuwaniu się ładunków dipoli, porządkowania dipoli. 